# José María Minguella
José María Minguella Llobet  (Guimerá, Lérida, 1 de junio de 1941) es un agente de jugadores español y exentrenador de fútbol.

## Biografía
Nacido en Guimerá, su familia se trasladó a Barcelona cuando él tenía unos seis años. Jugó con los infantiles del Condal, filial del F. C. Barcelona.
Estudió Derecho en la Universidad de Barcelona y luego fue entrenador del equipo de fútbol de la universidad. Mientras estudió allí, se sacó el título de entrenador de fútbol en el Colegio Catalán de Entrenadores, dirigido entonces por Domènec Balmanya.
En 1970, el Fútbol Club Barcelona contrató a Minguella como intérprete del entrenador inglés Vic Buckingham. Cuando Rinus Michels fue nombrado entrenador del club en 1971, Minguella se convirtió en su entrenador asistente. Trabajó junto al holandés durante cuatro temporadas, después de las cuales fue secretario en el Hércules C.F. durante un año.
Participó en la fundación de dos medios de comunicación deportivos: Don Balón (1975) y Sport (1979).
En 1978 participó en la campaña electoral de José Luis Núñez para presidente del F.C. Barcelona. En esta época se convierte en agente de fútbol y participa en la contratación de muchos jugadores del F.C. Barcelona, incluyendo a Diego Armando Maradona, Hristo Stoitchkov y Romário. 
Durante la presidencia de Joan Gaspart, fue asesor de fichajes del club. El 14 de diciembre de 2000 estuvo presente en la reunión celebrada donde se acordó el fichaje de Leo Messi, quedando reflejado en una servilleta. Este papel quedó en poder de él y fue guardado en una caja de seguridad.
En 2003 finalmente decidió participar en las elecciones presidenciales del F.C. Barcelona, prometiendo fichajes como Lúcio, Deco, Andrés D'Alessandro, Martin Petrov, Robinho y Roy Makaay. Tan solo obtiene el 3,7% de los votos y Joan Laporta gana las elecciones.
En 2010, vuelve a participar en las elecciones presidenciales al F.C. Barcelona. Junto con el abogado Jordi Medina, también un excandidato presidencial, presentó en la candidatura al empresario Santiago Salvat como presidente. Sin embargo, la candidatura no reunió suficientes firmas de los aliados para participar realmente en las elecciones.
Actualmente es comentarista en las narraciones del F.C. Barcelona en el programa "Tiempo de Juego" y colaborador en el programa "El partidazo" ambos de la COPE.